# Werner Gregor
Werner E. H. Gregor (* 4. Dezember 1896 in Görlitz; † 3. Juni 1971 in München) war ein deutscher Diplomat.

## Biografie
Der Sohn des Schauspielers, Regisseurs und Theaterintendanten Hans Gregor studierte Staatswissenschaften an der Friedrich-Wilhelms-Universität zu Berlin sowie der Universität Rostock. Nach der Promotion zum Dr. rer. pol. trat er 1925 in den Diplomatischen Dienst und fand zunächst Verwendung an der Gesandtschaft in den Niederlanden von 1925 bis 1931. Danach wechselte er als Mitarbeiter an das Generalkonsulat in Pretoria, ehe er zwischen 1934 und 1936 an der Botschaft in Polen tätig war. Zum 1. Juli 1936 war er der NSDAP beigetreten (Mitgliedsnummer 3.726.551). 1937 erfolgte seine Ernennung zum Konsul in Glasgow. Nach einer Tätigkeit in der Zentrale des Auswärtigen Amtes in Berlin von 1939 bis 1943 wurde er zum Generalkonsul in Toulouse berufen und war danach zwischen 1944 und 1945 erneut im Reichsaußenministerium in Berlin tätig.
Nach dem Zweiten Weltkrieg war er bis 20. März 1947 in britischer Internierung, danach Mitarbeiter bei den Behörden der Besatzungsmächten in Deutschland und beschäftigte sich dort im Bereich der Kultur insbesondere mit Fragen des Künstleraustauschs. Anschließend war er zwischen 1949 und 1952 Beauftragter und Generalvertreter einer chilenischen Finanz- und Handelsgesellschaft in Deutschland. Über seine Entnazifizierung ist nichts bekannt.
1952 kehrte er in den Auswärtigen Dienst zurück und wurde zum ersten Gesandten der Bundesrepublik Deutschland in Bolivien berufen und dort 1954 zum Botschafter ernannt. 1955 wurde ihm der Ehrendoktortitel der Universität Mayor de San Andrés von La Paz sowie das Großkreuz des Condor-Ordens von Bolivien verliehen.
Nach seiner Ablösung auf diesem Posten durch Paulus von Stolzmann war er von 1956 bis 1960 ebenfalls erster Botschafter der Bundesrepublik Deutschland in Tunesien. 1960 erfolgte seine Versetzung in den Ruhestand. 1964 wurde er im Rahmen eines Sonderauftrages zur Vorbereitung der Teilnahme an der 1. Welthandelskonferenz in Genf vom 23. März bis 16. Juni 1964 kurzzeitig ins Auswärtige Amt zurückberufen.
Laut Personalaktenauswertung beim Auswärtigen Amt gehörte Gregor vor 1933 zeitweise der DDP an und nach 1945 der SPD.